# Alicja Rybałko
Alicja Rybałko (ur. 4 lipca 1960 w Wilnie) – litewsko-polska poetka oraz tłumaczka literatury litewskiej i szwedzkiej.

## Życiorys
Ukończyła biologię na Uniwersytecie Wileńskim. Debiutowała w "Płomyku" w konkursie Młodych Piór (1977) jako poetka, na łamach polskiej prasy wileńskiej - w 1979. Publikowała m.in. w pismach wileńskich: „Kurier Wileński”, „Magazyn Wileński” (1990-93, 1995), „Znad Wilii” i w polskich: m.in.: „Arkusz” (1993-2001), „Śląsk” (1993-95, 2001-02),  w „Integracjach”, „Kresach Literackich”, „Lithuanii”, „Tyglu Kultury”. Była pracownikiem naukowym w Centrum Genetyki Człowieka w Wilnie oraz w uniwersyteckiej klinice Charité w Berlinie, obecnie - biurze projektów.
W 1991 otrzymała nagrodę ZLP im. Słowackiego. Autorka kilku tomików wierszy. Tłumaczyła z języka litewskiego wybory wierszy takich poetów jak Marcelijus Martinaitis, Vytautas Bložė, czy G. Grajauskas. Przekładała także powieści Jurgisa Kunčinasa i Renaty Šerelytė. Jej dziełem jest również opracowanie antologii współczesnej literatury litewskiej Sen Mendoga. Tłumaczyła również z języka szwedzkiego wybór wierszy Edith Södergran. W prasie polskiej na Litwie, w Polsce i w Niemczech opublikowała dotychczas ponad 450 wierszy, ok. 120 felietonów, reportaży i recenzji. Od 1995 należy do Związku Pisarzy Litewskich.

## Twórczość
Poezja
- Wilno, ojczyzno moja..., Warszawa, Wydawnictwo Libraria 1990.
- Opuszczam ten czas, Warszawa, Wydawnictwo Interlibro 1991.
- Listy z Arki Noego, Wilno, Państwowe Centrum Wydawnicze 1991.
- Będę musiała być prześliczna, Warszawa, Oficyna Literatów i Dziennikarzy „Pod Wiatr” 1992.
- Moim wierszem niech będzie milczenie, Kraków, Cracovia 1995, 1996.
- Wiersze (wybór wierszy, wydanie dwujęzyczne w tłum. V. Braziunasa), Wilno, Wydawnictwo Związku Pisarzy Litewskich 2003.
- Przyzwyczajać się do odlotu, Münster, Books on Demand, 2015.

Tłumaczenia (z języka litewskiego)
- Marcelijus Martinaitis. Wiersze podobne do Litwy (wybór wierszy), Sejny: Fundacja „Pogranicze” 1995.
- Sen Mendoga. Antologia literatury litewskiej lat 90., Warszawa: Książka i Wiedza 2001 (z innymi tłumaczami).

- 3. Jurgis Kunčinas. Tula (Powieść), Sejny: Fundacja „Pogranicze” 2002.
- 4. Vytautas Bložė. Wiersze (wybór wierszy), Łódź: Biblioteka „Tygla kultury” 2003 (wespół z innymi tłumaczami).
- 5. Gintaras Grajauskas. Przegrany Grajewski (wybór wierszy), Łódź: Biblioteka „Tygla kultury” 2003
- 6. Renata Šerelytė. Gwiazdy epoki lodowcowej (powieść), Wołowiec: Czarne 2004
- 7. Renata Šerelytė. Imię w ciemności (powieść), Wołowiec: Czarne 2005.
- 8. Tomas Venclova. Wiersze sejneńskie, Sejny: Fundacja Pogranicze, 2008 (Tłumaczenie: Alicja Rybałko, Stanisław Barańczak, Zbigniew Dmitroca).

Tłumaczenia z języka szwedzkiego:
- Edith Södergran. Moje życie, moja śmierć, mój los (wybór wierszy), Warszawa: Oficyna Literatów i Dziennikarzy „Pod Wiatr” 1995.